# Temporada 2019-20 da VTB United League
A Temporada da VTB United League foi a 11ª temporada da VTB United League e a sétima como competição de elite do basquetebol masculino da Rússia. A competição tem como patrocinador principal o maior banco do país, VTB Bank.
Devido a Pandemia de COVID-19, a competição foi interrompida em 13 de março e por fim cancelada em 27 de março não apurando o campeão da temporada.

## Equipes participantes
| Clube                | Localização     | Arena                         | Capacidade | Treinador          |
| -------------------- | --------------- | ----------------------------- | ---------- | ------------------ |
| Astana               | Astana          | Velódromo Saryarka            | 9.270      | Emil Rajkovikj     |
| Avtodor Saratov      | Saratov         | Palácio dos Esportes          | 6.100      | Evgeny Pashutin    |
| CSKA Moscou          | Moscovo         | Megasport Arena               | 13.126     | Dimitrios Itoudis  |
| Enisey Krasnoyarsk   | Krasnoyarsk     | Arena Sever                   | 4.100      | Drazen Anzulovic   |
| Kalev/Cramo          | Tallinn         | Saku Suurhall                 | 7.000      | Roberts Stelmahers |
| Khimki               | Khimki          | Arena Mytishchi               | 8.000      | Rimas Kurtinaitis  |
| Lokomotiv Kuban      | Krasnodar       | Basketball Hall               | 7.500      | Luca Banchi        |
| Nizhny Novgorod      | Níjni Novgorod  | Trade Union                   | 5.600      | Zoran Lukić        |
| Parma                | Perm            | Universal Sports Palace Molot | 7.000      | Kazys Maksvytis    |
| Stelmet Zielona Góra | Zielona Góra    | CRS Hall Zielona Góra         | 5 080      | Žan Tabak          |
| Tsmoki-Minsk         | Minsk           | Arena Minsk                   | 15.086     | Rostislav Vergun   |
| UNICS                | Cazã            | Basket-Hall Kazan             | 7.482      | Dimitrios Priftis  |
| Zenit St. Ptburgo    | São Petersburgo | Palácio de Esportes Yubileyny | 7.044      | Joan Plaza         |

## Temporada Regular

### Classificação Fase Regular
| Pos. | Clube                | J  | V  | D  | %    | P+ / P-   | SP   | %P+/%P-   | Casa V/D | Visit. V/D | Classificação |
| ---- | -------------------- | -- | -- | -- | ---- | --------- | ---- | --------- | -------- | ---------- | ------------- |
| 1    | Khimki               | 18 | 17 | 1  | 94.4 | 1730/1500 | 230  | 96.1/83.3 | 9/1      | 8/0        | Playoffs      |
| 2    | CSKA Moscou          | 18 | 14 | 4  | 77.8 | 1630/1379 | 251  | 90.6/76.6 | 7/1      | 7/3        | Playoffs      |
| 3    | Lokomotiv Kuban      | 17 | 13 | 4  | 76.5 | 1461/1346 | 115  | 85.9/79.2 | 8/1      | 5/3        | Playoffs      |
| 4    | UNICS Cazã           | 16 | 10 | 6  | 62.5 | 1364/1368 | -4   | 85.3/85.5 | 6/2      | 4/4        | Playoffs      |
| 5    | Enisey Krasnoyarsk   | 16 | 7  | 9  | 43.8 | 1394/1423 | -29  | 87.1/88.9 | 5/3      | 2/6        | Playoffs      |
| 6    | Zenit St. Ptburgo    | 17 | 7  | 10 | 41.2 | 1430/1385 | 45   | 84.1/81.5 | 1/7      | 6/3        | Playoffs      |
| 7    | Parma                | 17 | 7  | 10 | 41.2 | 1476/1471 | 5    | 86.8/86.5 | 4/5      | 3/5        | Playoffs      |
| 8    | Kalev/Cramo          | 17 | 7  | 10 | 41.2 | 1297/1441 | -144 | 76.3/84.8 | 5/4      | 2/6        | Playoffs      |
| 9    | Stelmet Zielona Góra | 17 | 7  | 10 | 41.2 | 1448/1517 | -69  | 85.2/89.2 | 3/6      | 4/4        |               |
| 10   | Nizhny Novgorod      | 16 | 6  | 10 | 37.5 | 1378/1463 | -85  | 86.1/91.4 | 3/4      | 3/6        |               |
| 11   | Astana               | 16 | 6  | 10 | 37.5 | 1345/1431 | -86  | 84.1/89.4 | 5/3      | 1/7        |               |
| 12   | Avtodor Saratov      | 16 | 4  | 12 | 25.0 | 1321/1465 | -144 | 82.6/91.6 | 3/5      | 1/7        |               |
| 13   | Tsmoki-Minsk         | 17 | 4  | 13 | 23.5 | 1371/1456 | -85  | 80.6/85.6 | 2/6      | 2/7        |               |

### Resultados
| Casa\Visitante       | AST    | AVT    | CSK    | ENI     | KAL    | KHI     | LOK   | NIZ     | PAR     | MIN    | UNI    | ZEN     | ZIE   |
| -------------------- | ------ | ------ | ------ | ------- | ------ | ------- | ----- | ------- | ------- | ------ | ------ | ------- | ----- |
| Astana               |        |        | 72-95  | 95-90   |        | 88-91   | 90-88 | 79-84   | 106-88  | 91-89  |        | 109-108 | 92-80 |
| Avtodor Saratov      | 90-85  |        |        |         | 100-90 | 84-101  | 81-97 | 92-90   | 78-85   |        |        | 66-109  | 86-89 |
| CSKA Moscou          | 104-91 | 103-79 |        |         | 81-67  |         | 81-72 | 94-69   | 89-74   | 114-81 |        | 79-82   |       |
| Enisey Krasnoyarsk   |        | 85-78  | 80-71  |         | 86-73  | 86-106  | 98-91 |         | 83-85   |        | 95-93  |         | 84-91 |
| Kalev/Cramo          | 84-76  | 88-76  | 50-91  | 94-87   |        | 63-86   |       |         |         | 79-84  | 85-63  | 84-80   | 70-92 |
| Khimki               | 73-56  |        | 96-80  | 91-87   | 118-81 |         | 89-94 | 98-94   | 103-100 | 77-73  | 109-83 |         | 79-75 |
| Lokomotiv Kuban      |        | 74-76  |        | 94-79   | 87-63  |         |       | 87-83   | 83-75   | 78-70  | 86-77  | 78-70   | 93-71 |
| Nizhny Novgorod      |        |        | 84-93  | 104-101 | 74-76  | 87-113  |       |         | 105-99  | 82-77  |        |         | 82-87 |
| Parma                | 100-91 | 97-81  | 70-89  | 88-90   | 85-74  |         |       | 106-71  |         | 68-75  | 88-89  | 82-84   |       |
| Tsmoki-Minsk         | 96-77  | 88-80  | 91-94  | 80-83   |        | 80-94   | 80-88 |         |         |        | 80-84  | 60-80   |       |
| UNICS                | 81-72  | 86-83  | 94-86  |         |        | 88-98   |       | 89-85   |         | 85-71  |        | 80-93   | 86-73 |
| Zenit St. Ptburgo    |        |        | 63-82  | 89-80   | 75-76  | 101-108 | 80-86 | 69-76   | 80-86   |        | 75-86  |         |       |
| Stelmet Zielona Góra | 78-81  | 98-91  | 64-104 |         |        |         | 83-85 | 103-108 | 106-88  | 102-96 | 89-100 | 67-92   |       |

Legendas
|  |                                      |
|  | Partidas finalizadas com prorrogação |

## Playoffs

### Confrontos
|  | Quartas-de-final | Quartas-de-final | Quartas-de-final |  |  | Semifinais | Semifinais | Semifinais |  |  | Final | Final | Final |
|  |                  |                  |                  |  |  |            |            |            |  |  |       |       |       |
|  | 1                |                  |                  |  |  |            |            |            |  |  |       |       |       |
|  | 8                |                  |                  |  |  |            |            |            |  |  |       |       |       |
|  |                  |                  |                  |  |  |            |            |            |  |  |       |       |       |
|  |                  |                  |                  |  |  |            |            |            |  |  |       |       |       |
|  |                  |                  |                  |  |  |            |            |            |  |  |       |       |       |
|  | 4                |                  |                  |  |  |            |            |            |  |  |       |       |       |
|  |                  |                  |                  |  |  |            |            |            |  |  |       |       |       |
|  | 5                |                  |                  |  |  |            |            |            |  |  |       |       |       |
|  |                  |                  |                  |  |  |            |            |            |  |  |       |       |       |
|  |                  |                  |                  |  |  |            |            |            |  |  |       |       |       |
|  | 2                |                  |                  |  |  |            |            |            |  |  |       |       |       |
|  | 7                |                  |                  |  |  |            |            |            |  |  |       |       |       |
|  |                  |                  |                  |  |  |            |            |            |  |  |       |       |       |
|  |                  |                  |                  |  |  |            |            |            |  |  |       |       |       |
|  |                  |                  |                  |  |  |            |            |            |  |  |       |       |       |
|  | 3                |                  |                  |  |  |            |            |            |  |  |       |       |       |
|  |                  |                  |                  |  |  |            |            |            |  |  |       |       |       |
|  | 6                |                  |                  |  |  |            |            |            |  |  |       |       |       |

#### Quartas de final
| Time 1 | Série | Time 2 | 1º Jogo | 2º Jogo | 3º Jogo | 4º Jogo | 5º Jogo |
| ------ | ----- | ------ | ------- | ------- | ------- | ------- | ------- |
|        | -     |        |         |         |         |         |         |
|        | -     |        |         |         |         |         |         |
|        | -     |        |         |         |         |         |         |
|        | -     |        |         |         |         |         |         |

#### Semifinal
| Equipa 1 | Série | Equipa 2 | 1.º jogo | 2.º jogo | 3.º jogo | 4.º jogo | 5.º jogo |
| -------- | ----- | -------- | -------- | -------- | -------- | -------- | -------- |
|          | -     |          |          |          |          |          |          |
|          | -     |          |          |          |          |          |          |

#### Final
| Equipa 1 | Série | Equipa 2 | 1.º jogo | 2.º jogo | 3.º jogo | 4.º jogo | 5.º jogo |
| -------- | ----- | -------- | -------- | -------- | -------- | -------- | -------- |
|          | -     |          |          |          |          |          |          |

| Liga Unida de 2019–20 Campeão |
| ----------------------------- |
| ?º Título                     |

## Clubes russos em competições europeias
| Clube           | Competição        | Resultado                                                |
| --------------- | ----------------- | -------------------------------------------------------- |
| CSKA Moscou     | EuroLiga          |                                                          |
| Khimki          | EuroLiga          |                                                          |
| Zenit           | EuroLiga          |                                                          |
| UNICS           | EuroCopa          |                                                          |
| Lokomotiv       | EuroCopa          | Eliminado na Fase de Grupos (5º no Grupo B com 4v - 6d)  |
| Nizhny Novgorod | Liga dos Campeões |                                                          |
| Tsmoki-Minsk    | Copa Europeia     |                                                          |
| Enisey          | Copa Europeia     | Eliminado na 2ª fase com o 3º lugar no Grupo L (2v - 4d) |